# Dimeria namboodiriana
Dimeria namboodiriana là một loài thực vật có hoa trong họ Hòa thảo. Loài này được Ravi & N.Mohanan mô tả khoa học đầu tiên năm 1997.